# Collège La Cité
 (juillet 2011).
Si vous disposez d'ouvrages ou d'articles de référence ou si vous connaissez des sites web de qualité traitant du thème abordé ici, merci de compléter l'article en donnant les références utiles à sa vérifiabilité et en les liant à la section « Notes et références ».
La Cité (anciennement La Cité collégiale, dont le nom change en 2013) est le plus grand collège d’arts appliqués et de technologie de langue française de l’Ontario, la province la plus peuplée du Canada. Créée en 1989, elle est située à Ottawa (avec deux campus satellites à Orléans et Hawkesbury et un bureau d’affaires à Toronto) et offre maintenant plus de 140 programmes à quelque 5 000 étudiants à temps plein provenant des communautés francophones de l’Ontario, ainsi que de l’ensemble de la francophonie canadienne et internationale.

## Historique
Le gouvernement de l’Ontario crée un réseau de collèges communautaires en 1967. Un certain nombre de collèges, dont le Collège Algonquin, à Ottawa, et le collège St-Lawrence (en), à Cornwall, offrent des programmes en français. Dès les années 1970, la pertinence du modèle de collège bilingue est remise en question et l’idée de créer un 23e collège en Ontario, de langue française, circule. 
En 1987, un groupe de travail reçoit le mandat du gouvernement de l’Ontario de se pencher sur la pertinence de désigner certains collèges comme organismes offrant des services en français selon les dispositions de la Loi 8, la loi ontarienne sur les services en français. Le groupe de travail est d’avis que l’idée de créer un collège de langue française doit être examinée avant que ne se poursuive le plan de désignation des collèges. Le ministre des Collèges et Universités et le ministre délégué aux Affaires francophones se rallient à cette proposition. En août 1988, le Conseil des ministres de l’Ontario approuve le principe de création d’un collège de langue française doté d’un mandat exclusif de prestation de services en français. En 1989, le Ministère des Collèges et Universités (en) de l’Ontario et le Secrétaire d'État du Canada concluent une entente de partage des frais visant la création d’un tel collège dans l’Est de l’Ontario, lequel aura pour nom officiel « Collège d’arts appliqués et de technologie La Cité collégiale ».
La Cité ouvre ses portes à 2 300 étudiants en septembre 1990, dans des locaux temporaires du boulevard St-Laurent, à Ottawa. En 1993, le Collège fait l’acquisition, auprès du ministère fédéral des Travaux publics, des terrains de l’ancienne École des langues Carson, tout près de la promenade de l’Aviation. Les travaux débutent la même année et le campus permanent de La Cité collégiale est prêt pour la rentrée de septembre 1995. Situé sur 60 acres de terrain (environ 24 hectares), le campus compte à l’origine huit immeubles conçus par les architectes Brisbin, Brook, Beynon, Panzini, Paquet. Le concept proposé par ceux-ci avait pour thème l’affirmation d’une culture au sein d’une autre, et s’inspirait de La Cité collégiale comme symbole de l’identité franco-ontarienne enchâssée dans une collectivité plus vaste.
Au fil des ans, le nombre d’étudiants connaît une croissance soutenue et la gamme des formations proposées ne cesse de s’élargir.
Le 12 novembre 2013, le Collège modifie son image de marque avec un nouveau logo et une nouvelle marque, La Cité.

## Présidence de La Cité
La première présidente du Collège, Andrée Lortie, a occupé le poste jusqu’à son départ à la retraite, en mars 2010. Elle a été remplacée par Lise Bourgeois, qui dirigeait précédemment le Conseil des écoles catholiques du Centre-Est (CECCE) (Ontario), le plus grand conseil scolaire francophone à l’extérieur du Québec.

## Mission
Œuvrant en milieu minoritaire francophone en Ontario depuis son ouverture en 1990, La Cité a une double mission. D’une part, le Collège forme la relève en permettant l’accès à une formation post-secondaire de qualité en français, qui correspond aux besoins de la clientèle et du marché du travail. D’autre part, au moyen de la formation, le Collège contribue à l’épanouissement de sa communauté en créant un milieu de vie francophone, en assumant un leadership dans la francophonie et en appuyant le développement économique, social et culturel de sa communauté.

## Programmes
La Cité s’est toujours appliquée à offrir des cursus pratiques, adaptés aux besoins du marché de l’emploi et visant à augmenter le bassin de main d’œuvre spécialisée en Ontario, dans l’objectif de contribuer à l’essor économique de la province. Bon nombre de ses plus de 140 programmes d’études incluent l’apprentissage d’une terminologie bilingue. Le Collège dispense aussi toute une gamme de programmes en apprentissage destinés aux apprentis francophones du secteur de la construction, des forces motrices et des services, ainsi que du grand secteur industriel[réf. nécessaire].
La Cité propose de la formation post-secondaire dans les domaines suivants :
- administration
- arts et design
- communication
- construction et mécanique
- électronique
- environnement forestier
- habitation et aménagement
- hôtellerie et tourisme
- informatique
- médias
- programmes d’apprentissage
- programmes préparatoires
- sciences appliquées
- sciences de la santé
- sciences humaines
- sécurité
- services d'urgence et juridiques

Le Collège assiste également le Collège nordique francophone dans les Territoires du Nord-Ouest en offrant un enseignement à distance aux Franco-Ténois dans leurs communautés.

## Campus

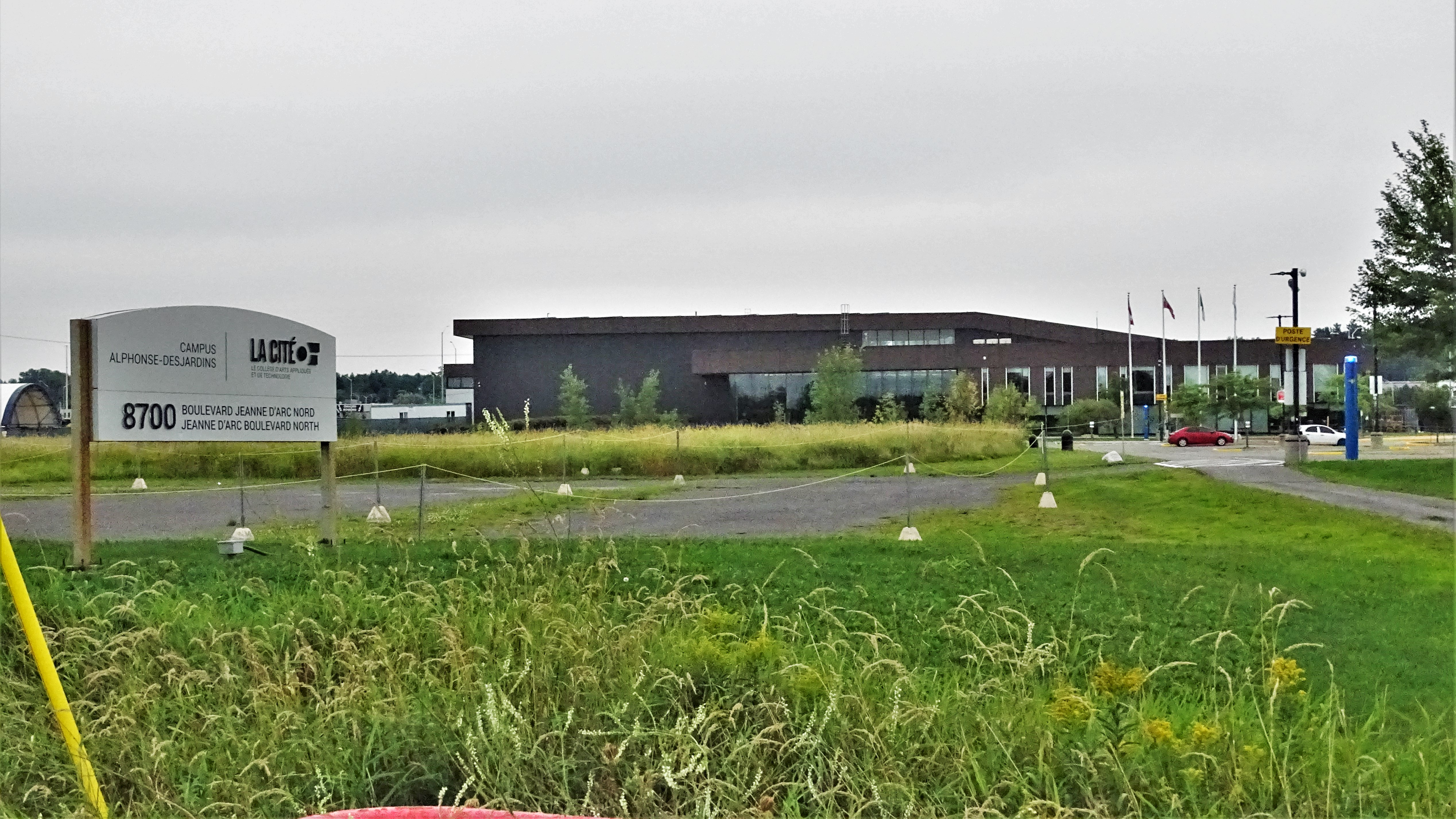
La Cité campus Alphonse-Desjardins

Le campus principal de La Cité se trouve à Ottawa (Ontario), Canada. Il est composé d’une dizaine de pavillons construits sur un terrain d'environ 24 ha (60 acres). En septembre 2010, un autre campus, le campus Alphonse-Desjardins, où est situé le Centre des métiers Minto du Collège (un centre de formation spécialisé en métiers de la construction), a été inauguré à Orléans, banlieue à l’est d’Ottawa. En septembre 2011, l'Institut 911, centre de formation en services d'urgence, a ouvert ses portes sur le campus principal. La Cité a aussi un campus satellite à Hawkesbury, ville de l’Est ontarien qui se trouve à une centaine de kilomètres d’Ottawa. Un petit nombre de programmes sont par ailleurs proposés à Toronto.

## Résidence
La Résidence de La Cité a ouvert ses portes en 2002. L’immeuble de quatre étages, construit tout juste à côté du campus principal du Collège, compte 124 unités et accueille 251 résidents.

## Partenariats
La Cité a conclu de nombreuses ententes d’arrimage avec des universités de partout au Canada. Grâce à ces ententes, les diplômés du Collège ont la possibilité de poursuivre des études universitaires de premier ou de deuxième cycle dans divers domaines, dont l’administration, le génie mécanique, les sciences informatiques, le journalisme, et bien d’autres.

## Bourses
La Fondation de La Cité offre des centaines de bourses aux étudiants de La Cité, dont 250 bourses d’entrée.

## Sports
Les athlètes, membres d'équipes relevant de l'Association étudiante de La Cité, portent le nom de Coyotes et participent à des compétitions inter-collégiales en soccer (football) féminin et masculin, volley-ball féminin et masculin et basket-ball masculin. Le Collège est membre de l’Ontario Colleges Athletic Association (OCAA) et de l’Association canadienne du sport collégial.

## Distinctions
En 2011, La Cité s’est classée au 1er rang des collèges de l’Ontario (dont le nombre se chiffre à 24) au chapitre de la satisfaction des étudiants, du taux de placement des diplômés, de la pertinence des programmes d'études, de la qualité des expériences d'apprentissage et de la qualité générale des services, dans le cadre d’un sondage annuel effectué par le ministère de la Formation et des Collèges et Universités de l’Ontario. Elle a atteint le 2e rang pour la qualité des installations.
En 2012 et 2013, La Cité obtient une autre reconnaissance digne de mention alors que dans le cadre de l’exercice annuel que mène la firme canadienne Mediacorp Canada Inc. afin d’identifier les meilleurs employeurs au pays, La Cité s’est hissée parmi les 25 meilleurs employeurs de la région de la capitale nationale, en plus de figurer parmi les 200 lieux de travail les plus recommandés au Canada.